# Chen Weiqiang
Chen Weiqiang (chinesisch 陳 偉強 / 陈 伟强, Pinyin Chén Wěiqiáng; * 7. Juni 1958 in Dongguan, Provinz Guangdong) ist ein ehemaliger chinesischer Gewichtheber. Er war Olympiasieger 1984 im Zweikampf im Federgewicht.

## Werdegang
Chen Weiqiang begann im Jahre 1972 am Provinz-Gymnasium in Guangdong mit dem Gewichtheben. Das war die Zeit, als in China nach dem Ende der sog. Kulturrevolution wieder Sport betrieben werden konnte. 1974 wurde er auf Grund seiner Leistungen in das Provinzteam von Guangdong aufgenommen und erhielt Chen Jingkai als Trainer.
Seinen ersten Einsatz bei einer internationalen Meisterschaft absolvierte er 1977 bei der Asien-Meisterschaft. Davon sind jedoch keine Ergebnisse bekannt. Im gleichen Jahre wurde er dann als 19-jähriger Athlet bei der Weltmeisterschaft der Senioren in Stuttgart eingesetzt. Er startete dort im Fliegengewicht und leistete sich im Reißen drei Fehlversuche. Im Stoßen bewältigte er 125 kg, blieb aber ohne Zweikampfergebnis unplatziert.
1978 wurde er chinesischer Meister im Bantamgewicht mit einer Leistung von 240 kg (102,5–137,5), womit er Ho Yichang, der 237,5 kg (105–132,5) bewältigte, auf den 2. Platz verwies. Am 14. April 1978 stand er in Kanton in einer chinesischen Mannschaft, die eine freundschaftliche Vergleichskampagne gegen die Bundesrepublik Deutschland bestritt. Er meisterte dort im Bantamgewicht 247,5 kg (107,5–140) und holte für sein Land einen Punkt, weil die BRD das Bantamgewicht unbesetzt ließ. Danach startete er bei der Junioren-Weltmeisterschaft 1978 in Athen und belegte dort im Bantamgewicht mit 245 kg (107,5–137,5) den 2. Platz hinter dem sowjetischen Heber Pospelow, der auf 250 kg (110–140) kam. Schließlich nahm er auch noch an der Weltmeisterschaft dieses Jahres in Gettysburg (USA) teil und kam dort mit 242,5 kg (102,5–140) im Bantamgewicht auf den 5. Platz. Im Stoßen verfehlte er mit seinen 140 kg knapp die Medaillenränge und landete in dieser Teildisziplin auf dem 4. Platz.
Im Jahre 1979 stellte er bei einer Veranstaltung in Shanghai mit 151,5 kg einen neuen Weltrekord im Stoßen des Bantamgewichts auf. 1979 wurde er auch wieder bei der Weltmeisterschaft, die in Saloniki stattfand, eingesetzt. Er erzielte dort mit 257,5 kg (110–147,5) eine neue persönliche Bestleistung, mit der er aber nur den 7. Platz in der Gesamtwertung belegte. In einem zusätzlichen vierten Versuch im Stoßen schaffte er aber in Saloniki mit 153 kg erneut einen Weltrekord. Hätte er dieses Gewicht schon im dritten Versuch gestoßen, wäre er auf den 2. Platz in der Gesamtwertung gekommen und wäre Weltmeister im Stoßen geworden.
Aus den Jahren 1980 und 1981 sind von Chen Weiqiang keine Resultate bekannt. Er war auch bei keiner der internationalen Meisterschaften am Start. Dazu ist zu bemerken, dass China 1980 aus politischen Gründen nicht an den Olympischen Spielen in Moskau teilnahm.
1982 siegte Chen Weiqiang dann bei den Asien-Spielen in New Delhi im Federgewicht mit einer Zweikampfleistung von 282,5 kg und verwies damit Li Hui-Bong aus Nordkorea, der auf 277,5 kg kam, auf den 2. Platz. Bei der Weltmeisterschaft 1982 in Lille wurde er nicht eingesetzt.
1983 kam er bei der Weltmeisterschaft in Moskau im Federgewicht mit 280 kg (120–160) auf den 6. Platz.
Im Jahre 1984 nutzte er bei den Olympischen Spielen 1984 in Los Angeles die Gunst der Stunde, die sich aus dem Boykott dieser Spiele durch fast alle der damaligen Ostblock-Staaten ergab und wurde im Federgewicht mit einer Zweikampfleistung von 282,5 kg (125–157,5) Olympiasieger. Gleichzeitig wurde er auch Zweikampf-Weltmeister und Weltmeister im Stoßen.
Nach seinem Olympiasieg trat Chen Weiqiang zurück.

## Internationale Erfolge
| Jahr | Platz | Wettbewerb                | Gewichtsklasse | |
| 1977 | unpl. | WM in Stuttgart           | Fliegen        | mit 3 Fehlversuchen im Reißen, im Stoßen 125 kg; Sieger: Alexander Woronin, UdSSR, 247,5 kg (107,5–140) vor György Kőszegi, Ungarn, 235 kg (102,5–132,5) |
| 1978 | 2.    | Junioren-WM in Athen      | Bantam         | mit 245 kg (107,5–137,5), hinter Pospelow, UdSSR, 250 kg (110–140)                                                                                       |
| 1978 | 5.    | WM in Gettysburg/USA      | Bantam         | mit 242,5 kg (102,5–140); Sieger: Daniel Núñez, Kuba, 260 kg (117,5–142,5) vor Marek Seweryn, Polen, 252,5 kg (115–137,5)                                |
| 1979 | 7.    | WM in Saloniki            | Bantam         | mit 257,5 kg (110–147,5); Sieger: Anton Kodschabaschew, Bulgarien, 267,5 kg (117,5–150) vor Wiktor Weretennikow, UdSSR, 262,5 kg (112,5–150)             |
| 1982 | 1.    | Asien-Spiele in New Delhi | Feder          | mit 282,5 kg, vor Li Hui-Bong, Nordkorea, 277,5 kg |
| 1983 | 6.    | WM in Moskau              | Feder          | mit 280 kg (120–160); Sieger: Jurik Sarkisjan, UdSSR, 312,5 kg (137,5–175) vor Stefan Topurow, Bulgarien, 312,5 kg (132,5–180)                           |
| 1984 | Gold  | OS in Los Angeles         | Feder          | mit 282,5 kg (125–157,5), vor Gelu Radu, Rumänien, 280 kg (125–155) u. Tsai Wen-Yee, Taiwan, 272,5 kg (125–147,5)                                        |

## WM-Einzelmedaillen
- WM-Goldmedaillen: 1984/Stoßen
- WM-Bronzemedaillen: 1984/Reißen

## Nationale Wettkämpfe
(soweit bekannt)
| Jahr | Platz | Wettbewerb                | Gewichtsklasse |                                                               |
| 1978 | 1.    | chinesische Meisterschaft | Bantam         | mit 240 kg (102,5–137,5) vor Ho Yichang, 237,5 kg (105–132,5) |

## Weltrekorde
| Datum     | Ort      | Disziplin | Gewichtsklasse | Leistung |
| 29.6.79   | Shanghai | Stoßen    | Bantam         | 151,5 kg |
| 4.11.1979 | Saloniki | Stoßen    | Bantam         | 153 kg   |

## Erläuterungen
- alle Wettkämpfe im Zweikampf, bestehend aus Reißen und Stoßen,
- OS = Olympische Spiele,
- WM = Weltmeisterschaft,
- Fliegengewicht, damals bis 52 kg Körpergewicht,
- Bantamgewicht, damals bis 56 kg Körpergewicht,
- Federgewicht, damals bis 60 kg Körpergewicht